# New Age (hudba)
New Age je hudební styl, jehož výrazná část je instrumentální či elektronická (Jean-Michel Jarre). Skutečný vývoj lze sledovat na začátku sedmdesátých let mimo jiné s interprety ambientní hudby. Výrazný je také dotek s world music, reprezentovaný např. interpretem Yanni. Obvyklé je využití syntezátorů, práce s lidským hlasem (zpěvačka Enya), elektrické klávesy, akustické kytary (Medwyn Goodall). Jedním z nejvýznamnějších představitelů New Age je britský hudebník Mike Oldfield, který vyniká kombinací mnoha hudebních nástrojů.
Hudba tohoto stylu je typicky optimistická s vizí lepší budoucnosti, zaměřená na pozitivní hodnoty (krása, dobro), které má u posluchače vyvolávat.
Americká kapela The Velvet Underground poprvé použila termín „New Age“ v názvu skladby z roku 1969.